# Mesochorus scorteus
Mesochorus scorteus är en stekelart som beskrevs av Dasch 1974. Mesochorus scorteus ingår i släktet Mesochorus och familjen brokparasitsteklar. Inga underarter finns listade i Catalogue of Life.